# Kecamatan Totikum
Kecamatan Totikum är ett distrikt i Indonesien.   Det ligger i provinsen Sulawesi Tengah, i den nordöstra delen av landet, 1 900 km öster om huvudstaden Jakarta. Kecamatan Totikum ligger på ön Pulau Tongkulun.